# Jaenecke & Samuelson

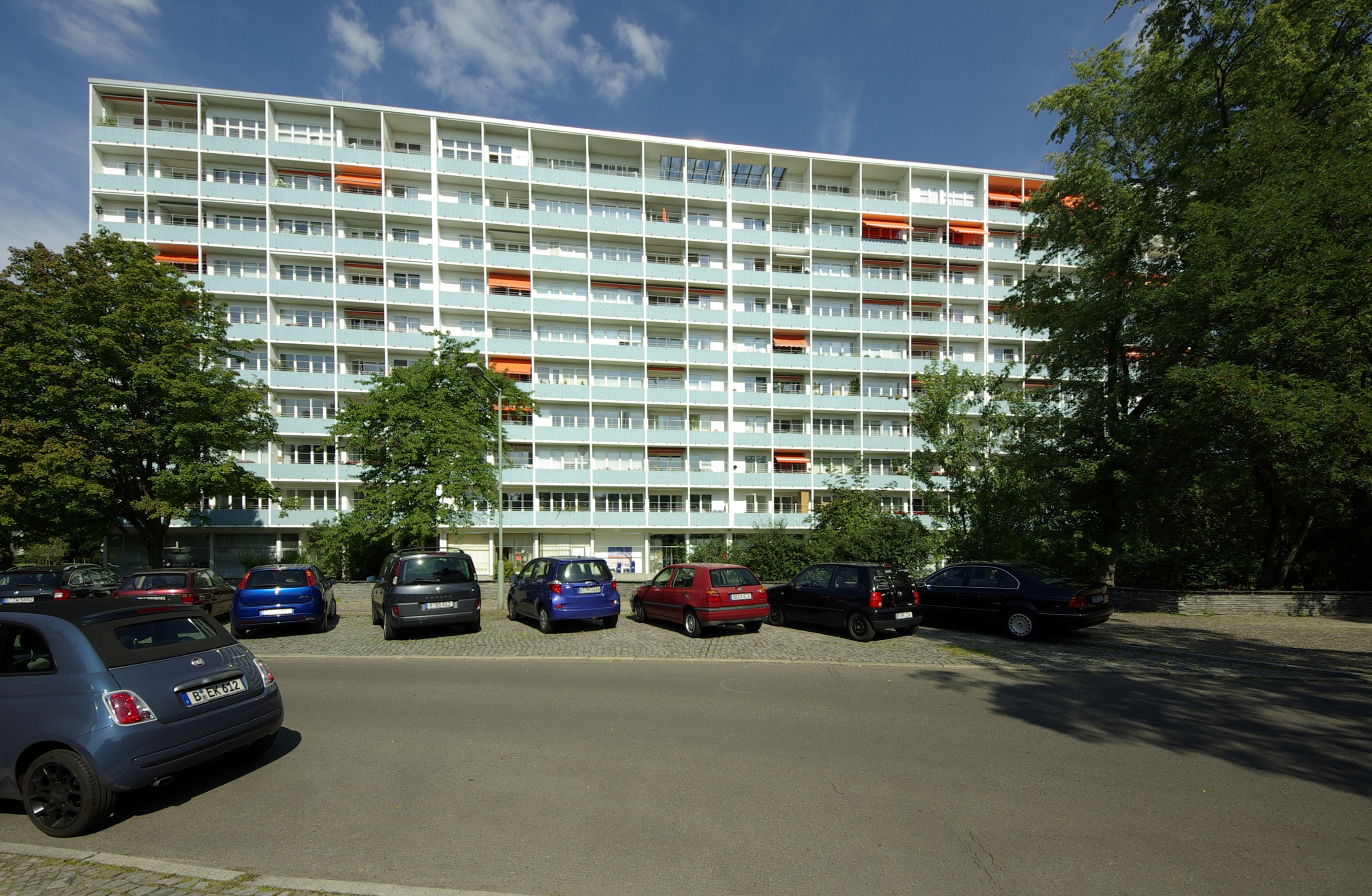
Jaenecke & Samuelsons Schwedenhaus, Sveriges bidrag till Interbau i Berlin 1957.

Jaenecke & Samuelson var en arkitektbyrå som bland annat har ritat Nya Ullevi, Göteborg inför fotbolls-VM 1958. Samtidigt ritade de Malmö Stadion.

## Historik
Grundare var Fritz Jaenecke och Sten Samuelson. 1957 deltog de båda vid Interbau i Berlin. De ritade "Zeilen"-Hochhaus även kallat Schwedenhaus på Altonaer Strasse.
Arkitekterna Fritz Jaenecke och Sten Samuelson startade ett gemensamt kontor 1950. Den drygt 20 år äldre Jaenecke var redan etablerad som arkitekt i Malmö och hade också en kort men framgångsrik karriär i Tyskland bakom sig. Flera av de arkitektoniska element som skulle komma att bli kännetecken för Jaenecke & Samuelson under 1950-talet finns antydda i Jaeneckes egna verk under 1940-talet. 
Tillsammans gestaltade arkitektparet en lång rad intressanta byggnader. Deras arkitektur, vars rötter kan sökas i den tyska expressionismen, kombinerade en funktionalistisk saklighet med ett ofta djärvt och expressivt formspråk.
I jämförelse med mycket annat som byggdes i Sverige under 1950-talet var deras arbeten mer radikalt modernistiska.
De båda kompanjonerna gick skilda vägar i mitten av 1960-talet. Fritz Jaenecke behöll kontoret med det gamla namnet Jaenecke-Samuelson Arkitektkontor AB i Malmö medan Sten Samuelson ansvarade för det nya kontoret med namnet Jaenecke-Samuelson Konsultbyrå AB i Lund. I början av 1970-talet upphörde samarbetet definitivt.

## Bildgalleri

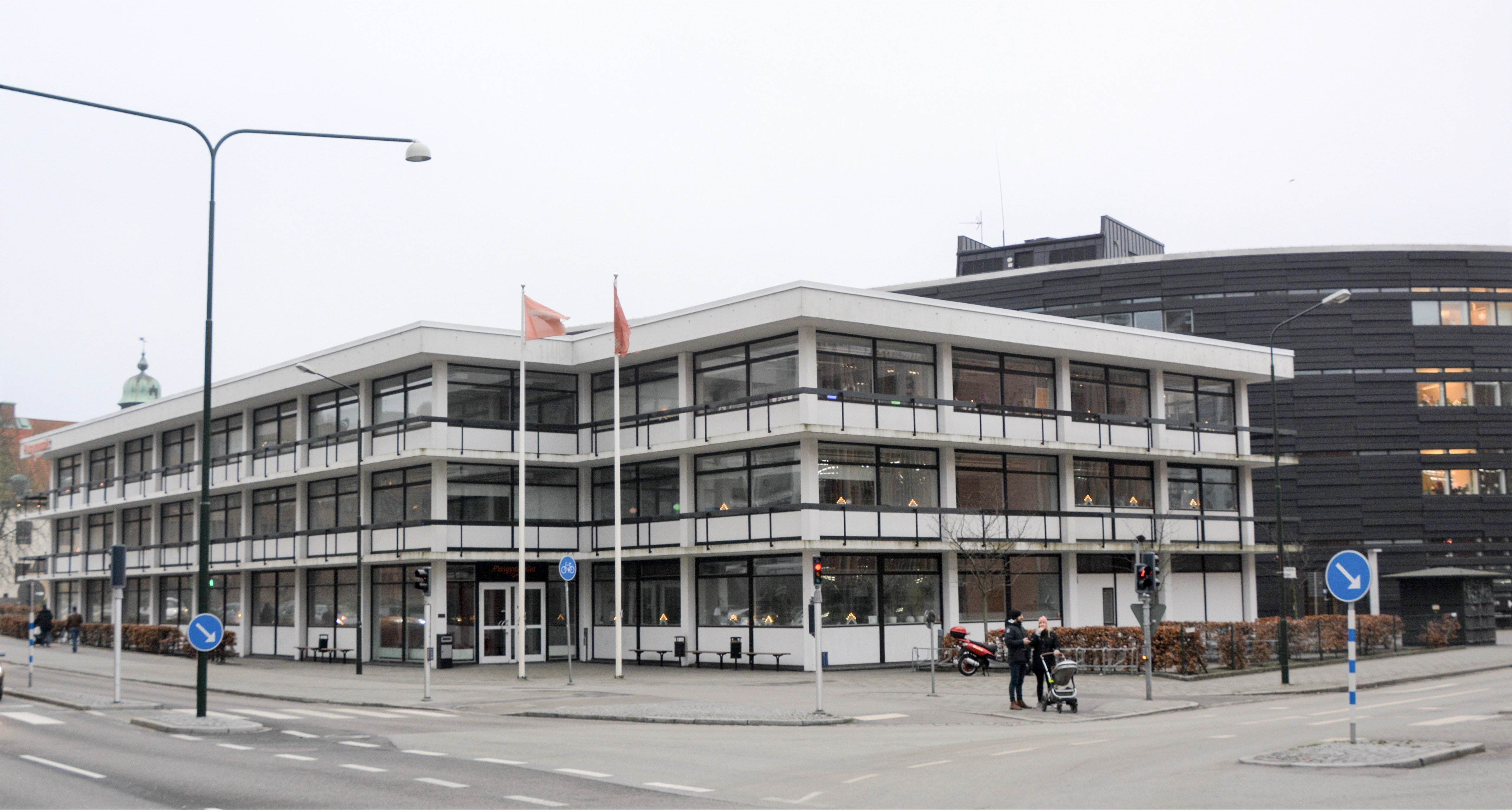
Engelbrektsboden i Malmö
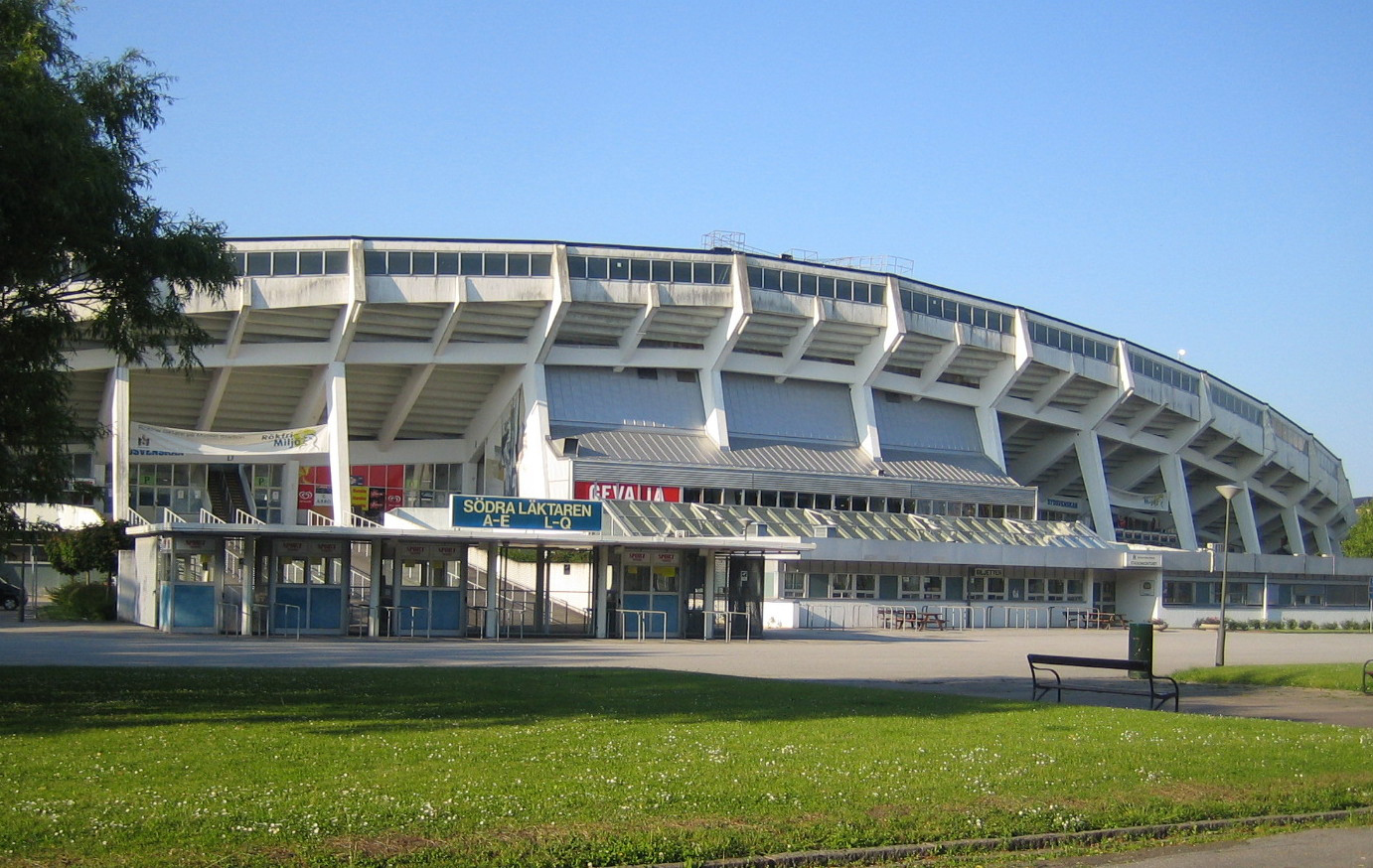
Malmö stadion.
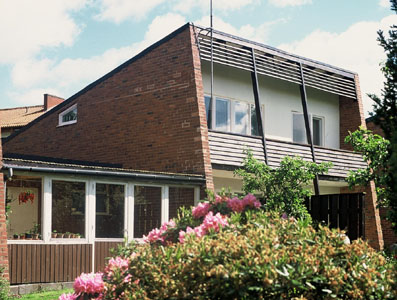
Radhus i Svalöv ritade av Jaenecke & Samuelson i början av 1950-talet med för arkitekterna typiska lutande fasader.
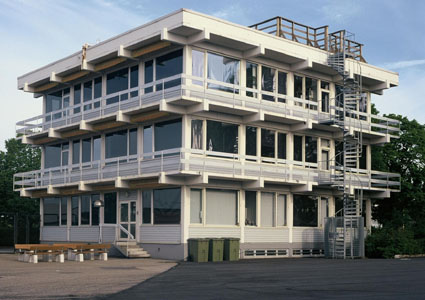
Träbolagets hus. Huset som låg vid Borrgatan/Koksgatan i hamnen i Malmö revs omkring 2020.
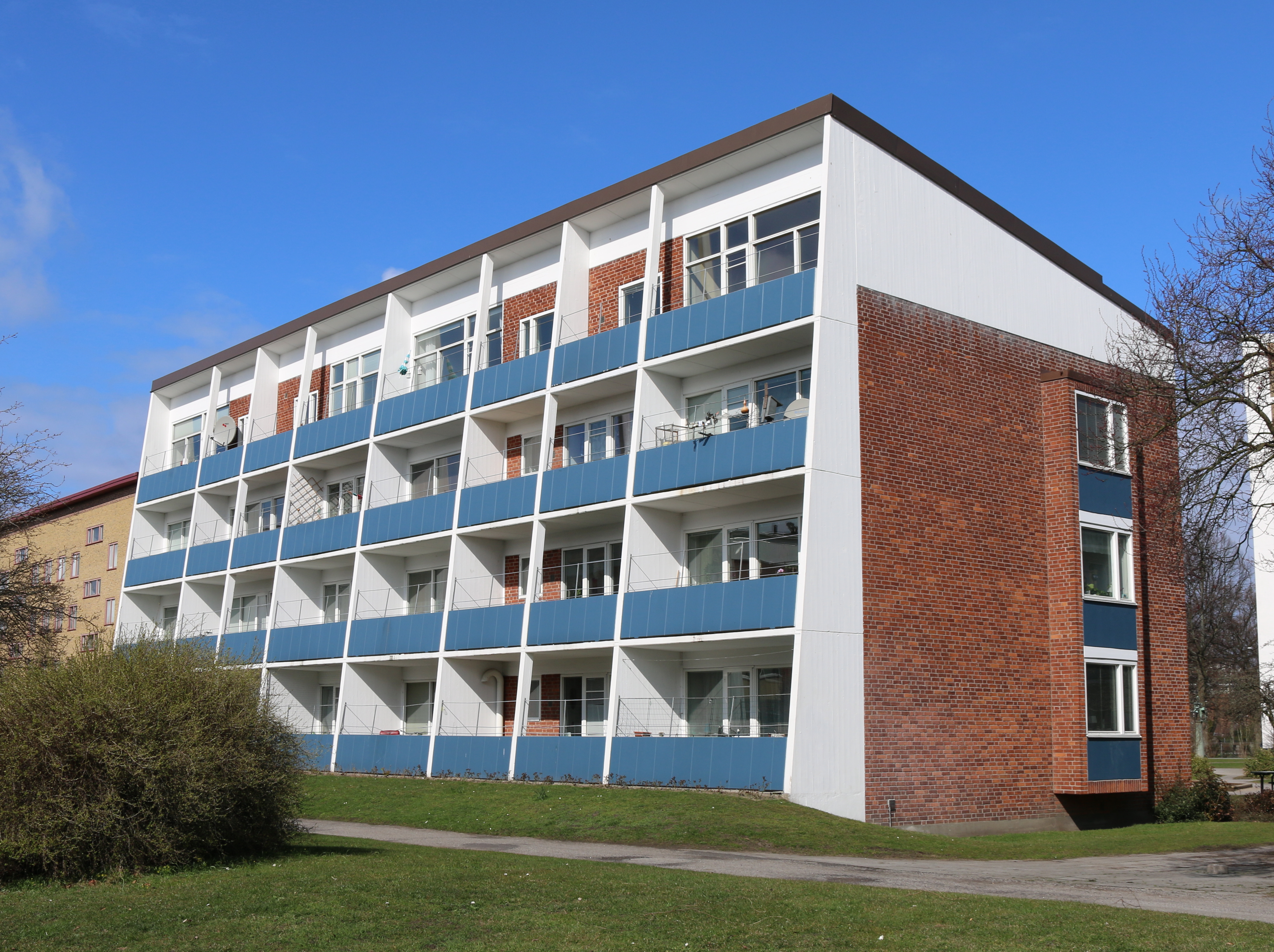
Bostadshus i Östra Sorgenfri i Malmö.